# Liste de points extrêmes de Malte
Liste de points extrêmes de Malte, archipel composé de huit îles.

## Latitude et longitude

### points géographiques
| \| ir-Reqqa Filfla (île) San Dimitri Xrobb il-Għaġin Żebbuġ (Gozo) Birżebbuġa San Lawrenz Marsaskala Ta' Dmejrek \| Localisation des points extrêmes de Malte |
| ir-Reqqa Filfla (île) San Dimitri Xrobb il-Għaġin Żebbuġ (Gozo) Birżebbuġa San Lawrenz Marsaskala Ta' Dmejrek                                                 |

- Nord : Ras ir-Reqqa, Gozo 36° 04′ 55″ N, 14° 14′ 09″ E
- Sud : île de Filfla 35° 47′ N, 14° 24′ E
- Ouest : Ras San Dimitri, Gozo 36° 04′ N, 14° 11′ E
- Est : Xrobb il-Għaġin, île de Malte 35° 50′ 26″ N, 14° 34′ 11″ E

### Localités
- Nord : Żebbuġ, Gozo 36° 04′ 15″ N, 14° 14′ 13″ E
- Sud : Birżebbuġa, île de Malte 35° 49′ 32″ N, 14° 31′ 41″ E
- Ouest : San Lawrenz, Gozo 36° 03′ 18″ N, 14° 12′ 15″ E
- Est : Marsaskala, île de Malte 35° 51′ 45″ N, 14° 34′ 03″ E

## Altitude
- Point le plus haut – Ta' Dmejrek, île de Malte, 253 m 35° 50′ 45″ N, 14° 23′ 47″ E